# День пластуна

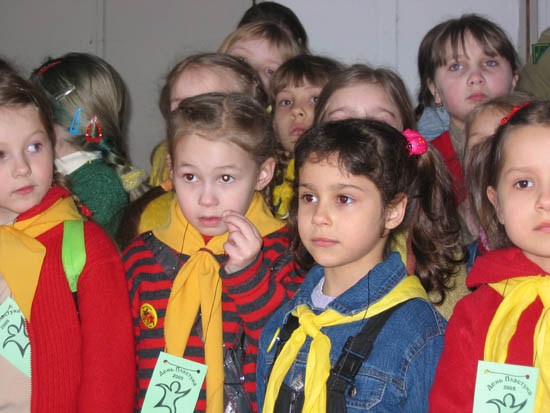
Наймолодші учасники Фестивалю

Фестиваль пластової творчості «День пластуна» — мистецька акція, яку традиційно проводить Національна скаутська організація України Пласт у Львові з 1992 року. Заснували її члени пластового куреня «Лісові Чорти» Славко Козак, Нестор Дацишин, Олександр Яворський, В'ячеслав Олійник та інші.

## Історія
29 листопада 1992 року на Погулянці у Львові відбувся перший День Пластуна — Фестиваль пластової театральної творчості. Комендантом заходу став ст. пл. Ярослав Козак. З того часу, фестиваль відбувався кожного року, здобув велику популярність серед пластунів та випадкових гостей свята. У наш час, його відомість сягнула значних висот і зовсім не збирається падати.
У свої перші роки Фестиваль був радще пародією на популярну у ті часи в Україні моду присвячувати ледь не кожен день якійсь професії. У той час Фестиваль мав вигляд великого «парку атракціонів» чи то «скаутського ярмарку» і кожен пластовий курінь готував власну атракцію. Тут були власні гроші, діяли свої закони та правила. Тоді акція була суто локального, міського значення.

Ось, як згадує про перший «День Пластуна» тоді ще учасник, а згодом — відроджувач та багаторічний комендант акції Сашко Поляков у своєму інтерв'ю Пластовому порталу після проведення свята у 2008 році:

«Ідея Дня Пластуна належить кільком Лісовим Чортам, які в далекому 1992 році вирішили запровадити жартівливе свято як пародію на радянські свята на кшталт Дня шахтаря чи Дня міліціонера, тобто свято всіх пластунів. Як прототип вибрали День фізика, який проводився на фізичному факультеті Львівського університету (Львівський національний університет ім. І. Франка — прим. Пластового порталу). Перший „День пластуна“ відбувся в листопаді 1992 року на „Погулянці“. Характерними ознаками першого „Дня пластуна“ були ярмарок куренів станиці, справжні гроші „Дня пластуна“ — „Дацики“ (від імені Лісового Чорта Нестора Дацишина — прим. Пластового порталу) — та конкурсний показ самодіяльних вистав куренів. На перший театральний змаг зголосились аж три команди — з куренів Сагайдачного, Сірка та Роксолани („Роксоляни“ — інша назва куреня ч. 4 ім. Насті Лісовської — прим. Пластового порталу). Надзвичайно цікавим є факт скаутського ярмарку, який організатори провели перший і останній раз в стінах „Погулянка“ (Центр творчості дітей та юнацтва Галичини „Погулянка“ — прим. Пластового порталу). Вдруге така подія сталась ще раз, але вже на відкритому повітрі під час Джемборі 1996 року в Невицькому. І все… Хоча я вважаю, що ярмарок — це надзвичайно цікава гра. Тут ходять власні пластові гроші, які з легкістю можна обміняти на справжні гроші в обмінному пункті. За гроші можна щось придбати, або отримати комплекс послуг. На ярмарку „Дня пластуна“ функціонували бар, казино, атракціони, перукарні, ігрові зали тощо. А вже через кілька років на Джемборі ми отримали ще більше цікавинок — салони краси, кімнату жахів, салон карикатур, курси жонглерів, таксі, бари і кафе, тощо».

На початку нового тисячоліття Фестиваль перебував у занепаді, позаяк відійшли від організації його перші ідейні натхненники. Проте, у 2002 році з'явились люди, які прагнули його відродити, саме Олександр Поляков очолив цю ініціативну групу. З цього моменту варто говорити про початок розквіту нової ери Дня пластуна. Акція росла із року в рік, як якісно, так і чисельно. Вона кардинально змінила своє обличчя і особлива увага стала приділятись театральному мистецтву.
Окрім того акція, хоча й надалі формально є міського значення, фактично є найбільшим заходом в Україні, що проводить Пласт.

## Період 1993—1999 роки
1993 — Восени у Палаці ім. Гната Хоткевича відбувається другий, але вже масовіший, «День Пластуна» під гаслом «Литку дай!». Але не в гаслі полягала головна особливість, а в тому, що саме того року День Пластуна став таким, яким він є зараз. На театральний змаг зголосились більше 20 команд.
1994 — Знову на «Погулянці», якраз до Миколая, 18 грудня знову відбувається День Пластуна.
1995 — «День Пластуна» відбувається вперше в театрі «Воскресіння» та стає направду класичним театральним фестивалем. На «День Пластуна» починають приїздити гості з інших міст України, відбуваються постановки класичних п'єс. У 1995 році з'являється Гран-Прі фестивалю — Чугайстр, найцінніший перехідний приз, котрий цілий рік висить в домівці переможця.
1996-1997-1998 — У ці роки «День пластуна» проводиться в театрі «Воскресіння». Саме тоді Фестиваль набув характерного театрального відтінку. В невеликому залі театру були поставлені чудові вистави. Сценарії вистав писались як самотужки, так і відтворювались п'єси різноманітних видатних авторів.
1999 — Відгримів та відспівав ще один День Пластуна 27 листопада у театрі «Воскресіння», основним напрямком якого була так звана «Костюмівка». На цьому Дні Пластуна курінь ім. Тараса Бульби виборов Гран-прі Фестивалю зі своєю незабутньою для очевидців сценкою «Планета — Голубая Луна».

## Тематичність
Починаючи з 2006 року організатори фестивалю щороку змінюють тематику проведення «Дня Пластуна». Ця тематика була започаткована для того, щоб надати усьому дійству певної атмосфери і спрямування, щоб усе разом це створювало цілісну картину. Окрім того цей антураж створюється організаторами за допомогою урочистого відкриття фестивалю (це завжди справжнє шоу, із танцями, відео та залученням великої кількості різноманітної техніки), особливого оформлення залів, та іншими деталями. Тематика є досить широкою, щоб команди не були надто обмежені у їхньому творчому процесі. Тому й не дивно, що жанри вистав, здавалось би, одного спрямування є досить різноманітними, від комедії до трагедії, при чому іноді — це все поєднується у одній театральній постановці. Крім вистав, до конкурсної програми почали включати різноманітні відеопрезентації, короткометражні фільми, які були створені безпосередньо вихованцями Пласту.
Спектр конкурсів також почав зростати. Різноманітні нововведення, сприяли зацікавленню акцією більшої кількості людей.

### 2006 «Літературний герой»
25 та 26 лютого
Учасники самотужки обирали собі певного літературного героя. Обрані варіанти героїв були доволі різні від добре відомих широкому загалу як Мері Попінс, Шерлок Холмс, Маленький принц, до маловідомих героїв невеличких творів сучасних українських письменників, про них учасники розповідали власні, переважно досить неординарні, історії.

### 2007 «Вогні великого міста»
24 та 25 лютого
Цього року темою було обрано велике місто. І організатори спробували показати це місто у всіх його аспектах, заради цього вперше кожній команді було запропоновано конкретну тему (цю тему вони отримали волею жеребу, витягнувши її власною рукою з лототрону). Ця тема стосувалась певної доволі пересічної події у житті звичайних людей звичайного міста. Усі історії переплітались між собою, при цьому залишаючись абсолютно незалежними одна від одної. Учасники ж повинні були розвинути їх на власний погляд, і показати як ці історії закінчуються.
На святкування «Дня пластуна-2007» до Львова приїхали пластуни з Києва, Івано-Франківська, Харкова, Дніпропетровська, Одеси, Тернополя, Рівного. Загалом більше семисот людей.
Для пластунів була відкрита фотовиставка, яка розповідала про життя пластових осередків 2006 року. Також було представлено художні фільми, роботи осередків Пласту за 2006 рік.

Протягом дня кожен пластовий осередок показував свою театральну виставу, а ввечері для гостей відбувались незабутні вечірки, на яких демонстрували чорно-білі фільми.

### 2008 «Назад у майбутнє»
23 та 24 лютого
Цей Фестиваль було присвячено новітнім технологіям. За оцінками організаторів, у ньому взяло участь понад 1400 осіб. Протягом двох днів пластуни та численні гості з усієї України могли насолоджуватись цікавими дійствами. У залах «Погулянки» відбувався перегляд театральних виступів, показ кінофільмів та діяло одразу дві виставки — фотографій та пластових відзначок. На огляд публіці та компетентному журі було виставлено понад 170 фоторобіт та близько десяти фільмів.

### 2009 «Просто свято»
21 та 22 лютого

У Львові пройшов 15-й Фестиваль пластової творчості «День пластуна» під назвою «Просто свято». Захід відвідали команди з Дніпропетровська, Луцька, Тернополя, Івано-Франківська, Рівного, таких міст Львівської області як Новий Розділ, Городок, Дрогобич. Цього року у «Дні пластуна» взяло участь понад 1200 осіб. Під час Фестивалю виступило 24 команди з театральними виставами, на сцену вийшло близько 400 акторів, у паркетному залі ЦТДЮГ «Погулянка» на перегляд було виставлено близько 200 фотографій, а кожен день Фестивалю завершувався вечірками. Окрім цих конкурсів, в неділю, 22 лютого, відбулася презентація книги молодої авторки з Трускавця — Марти Пецюх «Пластові казки та трохи більше» про 14 точок пластового закону.

### 2010 «День пластуна 20:10»
13-14 лютого

Фестиваль пройшов успішно у всіх сенсах. Кількість учасників знову перевищила позначку тисячі осіб.
Було введено таку новинку, як коридорні вистави «По: помитому». Основним конкурсом був показ мюзиклів «Співай: гарно». Також відбулось таке нововведення, як конкурс інсталяцій та перформенсів «Йо: йо!!» Де для усіх зацікавлених були проведені майстер-класи від найкращих Спеціалістів та Митців Львова.

## Конкурси
Щороку з'являються нові та зникають старі конкурсні категорії. Сьогодні від Фестивалю до Фестивалю залишаються такі конкурси, що вже, фактично, стали традиційними:
- театральний — пластові курені ставлять власні короткі театральні постановки;
- фотоконкурс — виставка-конкурс фоторобіт, зроблених пластунами про своє життя;
- відеоконкурс — короткометражні роботи на вільну тему.

Разом з тим, у певні роки паралельно відбувалися такі конкурси як Конкурс віршів та поетичних етюдів, 1st Plast Cyber Tournament «Lviv Open 2007», Виставка футболок, «Чудо на патичку», Конкурс пластових аксесуарів, Конкурс капелюшків, snapshoot, Інтелектуальний конкурс, Містер та Міс «Дня пластуна».

## Переможці
З початку існування Фестивалю переможці у Театральному фесті (конкурсі), котрий користується найбільшою популярністю та неформальним авторитетом, дістають Чугайстра — різьблене з мореного дуба обличчя героя карпатських легенд, котрий є перехідною нагородою. Таким чином, ця перемога свідчить про здобуття Гран-прі Фестивалю та високо котується у пластовій спільноті.

### 2003
Гран-прі — курінь ім. Івана Сірка

### 2004
Гран-прі — курінь ім. Петра Конашевича-Сагайдачного

2 місце — курінь ім. Івана Сірка

3 місце — курінь ім. Катрусі Зарицької

### 2005
Гран-прі — курінь ім. Петра Конашевича-Сагайдачного

1 місце — курінь ім. Марії Заньковецької

2 місце — курінь ім. Пилипа Орлика

3 місце — курінь імені Соломії Крушельницької

### 2006
Гран-прі — курінь ім. Ольги Басараб

1 місце — курінь ім. Соломії Крушельницької

2 місце — курінь ім. Івана Богуна

3 місце — курінь ім. Івана Сірка

### 2007
- Театральний фест

Гран-прі — курінь ім. Олени Пчілки

1 місце — курінь ім. Ольги Басараб

2 місце — курінь ім. Соломії Крушельницької

3 місце — курінь ім. Пилипа Орлика

- Фотоконкурс

1 — к. ч. 43 ім. П. Орлика

2 — к. ч. 8 ім. О. Басараб

3 — к. ч. 26 ім. О. Пчілки

- «Кінокульт-2007»

1 — п. к. ім. Цьопи Паліїв та Біласа і Данилишина

2 — к. ч. 43 ім. Пилипа Орлика

3 — к. ч. 52 ім. Марти Чорної

### 2008
Гран-прі — курінь ч. 8 ім. О. Басараб 

### 2009
- Театральний конкурс

Гран-прі — к.ч. 8 ім. Ольги Басараб

1 місце — к.ім. Марко Вовчок

2 місце — к.ч. 43 ім. Пилипа Орлика

3 місце — к.ч. 2 ім. Олени Степанів та ч. 26 ім. Олени Пчілки
- Фотоконкурс «Пластовий фокус»

Гран-прі — гніздо ч. 8 «Мандрівники сонячного ранку».
1 місце в номінації «монтаж» — к. ч. 44 ім. Зиновії Франко

1 місце в номінації «жанр» — к. ч. 52 ім. Марти Чорної

1 місце в номінації «репортаж» — к. ч. 14 ім. Соломії Крушельницької

1 місце в номінації «портрет» — к. ч.9 ім. Василя Стуса та ч.48 ім. Слави Стецько
- Конкурс відеопрезентацій «150 секунд»

1 місце — к.ч. 8 ім. Ольги Басараб

2 місце — к.ч. 26 ім. Олени Пчілки

3 місце — станиця Коломия

### 2010
- Театральний конкурс

Гран-прі — курінь ч. 14 ім. Соломії Крушельницької

1 місце — курінь ч. 36 ім. Анни Ярославни та курінь ч. 5 ім. Романа Купчинського

2 місце — курінь ч. 8 ім. Ольги Басараб 

3 місце — курінь ч. 54 ім. Ганни Коренець
- Конкурс академічних вистав

1 місце — курінь ч. 53 ім. Євгена Коновальця

2 місце — курінь ім. Алли Горської

3 місце — курінь ч. 54 ім. Ганни Коренець
- Конкурс фотографії:

1 місце — курінь ч. 89 ім. Дмитра Байди-Вишневецького 

2 місце — курінь ч. 41 ім. Тараса Бульби

3 місце — курінь ч. 8 ім. Ольги Басараб та курінь ч. 2 ім. Олени Степанів
- Конкурс поп-арт:

1 місце — курінь ч. 48 ім. Ярослави Стецько 

2 місце — курінь ч. 8 ім. Ольги Басараб

3 місце — Станиця Білі Ослави
- Конкурс перформенсів:

1 місце — курінь ч. 52 ім. Марти Чорної
- Конкурс інсталяцій:

1 місце — курінь ч. 14 ім. Соломії Крушельницької

## Про Фестиваль у ЗМІ
- Пластуны увлекаются туризмом и историей Украины. «Комсомольская правда» в Украине, 20.02.2007 (рос.) [Архівовано 28 вересня 2007 у Wayback Machine.]
- «Пластовый фестиваль собрал во Львове свыше тысячи гостей со всей Украины». «Западноукраинские вести», 20.02.2007 (рос.)
- Пластовий фестиваль зібрав понад тисячу гостей з усієї України. «Львівський портал», 19.02.2007
- «Сучасних скаутів приваблюють вогні великого міста». «Високий замок», 19.02.2007 [Архівовано 27 вересня 2007 у Wayback Machine.]
- Фестиваль Молодіжної Творчості «ДЕНЬ ПЛАСТУНА-2007» розпочався у Львові. «Укрінформ», 17.02.2007 [Архівовано 10 листопада 2007 у Wayback Machine.]
- З театральним конкурсом та кібер-турніром — у Львові святкуватимуть День пластуна. ТРК «Львівська хвиля», 16.02.2007
- У Львові «День пластуна 2007» розтягнеться на два дні — Західна інформаційна корпорація, 13.02.2007 [Архівовано 28 вересня 2007 у Wayback Machine.]
- У Львові пройде Фестиваль Пластової Творчості. «Громадський простір», 14.02.2006
- Пластуни зберуться на фестиваль — газета «Поступ», 16.01.2006 [Архівовано 29 вересня 2007 у Wayback Machine.]